# Lac des Hermines
Pour les articles homonymes, voir Hermine (homonymie).
Le lac des Hermines est un lac français créé en 1968 situé dans la station de Super-Besse, dans le Puy-de-Dôme. À 1 350 m d'altitude, il s'étend sur 0,14 km2.